# Орден Сантьяго

Хрест ордену Сантьяго

Орден Сантьяго (гал. Orde de Santiago, ісп. Orden de Santiago), або Духовно-лицарський орден Сантьяго де Компостелла, або Великий військовий орден Меча святого Якова Компостельського — католицький військово-чернечий орден, заснований у 1169 році в Касересі. Це один з чотирьох найбільших іспанських військових орденів, інші три — Монтеса, Калатрава і Алькантара.

## Заснування ордену

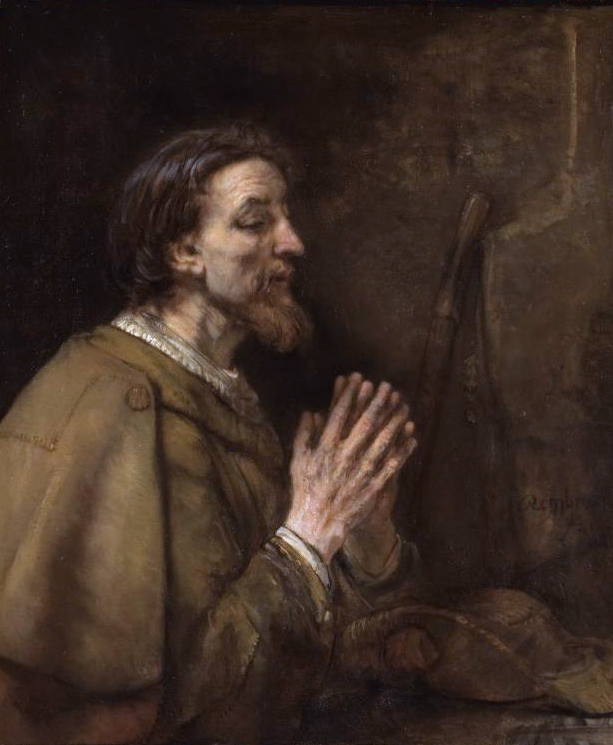
Яків, син Зеведеїв. Рембрандт

Орден зародився в Касересі — фортеці на півдні Піренейського (Іберійського) півострова в 1158 році. Але орден Сантьяго, на відміну від інших орденів Іберійського півострова, мав з тамплієрами особливий зв'язок, бо був заснований, як і орден храму, спеціально для охорони прочан, які прямували для поклоніння чесним мощам Святого Апостола Якова (Зеведеєвого) в Галісії, і самих мощей, водночас надаючи паломникам і прочанам госпітальєрські послуги.
У 1171 році «брати з Касереса» зобов'язалися захищати володіння архієпископа Компостели. Натомість отримали право носити прапор святого Якова та користуватися заступництвом цього святого, а також прийняли назву лицарів Меча святого Якова — Сантьяго. Незабаром орден почав будувати шпиталі (будинки прочан) і надавати озброєний конвой для забезпечення безпечного проходження паломників в дорозі.

## Особливості статуту

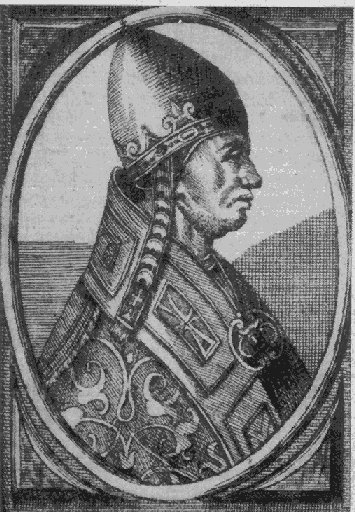
Олександр III, папа римський, котрий затвердив створення ордену

У 1175 році папа Олександр III затвердив Орден Сантьяго. У 1281 році до складу ордену входить Орден Святої Марії Іспанської (або Орден Зірки), колись орден для морських боїв. Відмінною рисою ордену Сантьяго є право одружених лицарів бути повноправними членами ордену.
Орден Сантьяго прийняв статут августинців, який є більш м'яким, ніж статут бенедиктинців. Статут ордена Сантьяго був найменш аскетичним і найменш обтяжливим для його членів з усіх статутів іберійських духовно-лицарських орденів.
Брати ордена слідували правилам гуртожиткового монастирського статуту і постійно вдавалися до релігійних вправ, але вони були звільнені від обов'язкових чернечих обітниць цнотливості (їм дозволялося одружуватися — завдяки цій вільності орден швидко ріс, незабаром перевершивши в чисельності інші ордени) і нестяжання (їм було дозволено володіти особистим майном).
Однак після смерті члена ордену Сантьяго все його майно переходило не до його вдови й дітей, а у володіння ордену, який брав на себе зобов'язання дбати про сім'ю покійного орденського брата.
У XII столітті орден поєднував і чисто чернечі обов'язки (супровід та влаштування на нічліг паломників), і військові, пов'язані з охороною прочан і власних володінь.

### Умови прийняття до ордену
Морські походи ордену, для яких були необхідні веслярі на галери, породили своєрідний звичай: кандидати в лицарі повинні були відслужити півроку веслярами; більшість, однак, воліли відкуповуватися від цієї повинності.
Кандидати в члени ордену повинні були підтвердити шляхетність походження всіх своїх дідів і бабок; на ділі, дворянство батька було достатньою умовою.

## Військова діяльність ордену

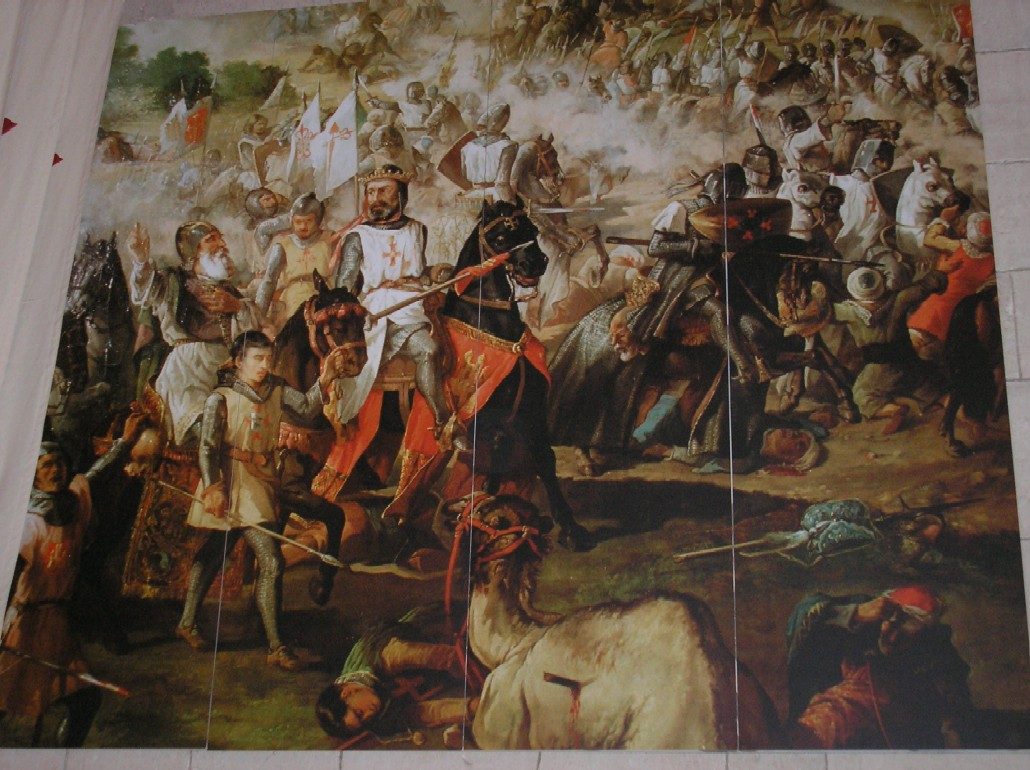
Члени ордену Сантьяго в битві

Орден Сантьяго, нарівні з духовно-лицарськими орденами, брав участь у війнах з мусульманами (Реконкісті). Лицарі охороняли кордон від маврів, причому зазвичай діяли самостійно, борючись проти невірних на свій власний розсуд і не зважаючи при цьому на мирні угоди, укладені з маврами королем Арагона, на території котрого знаходилась резиденція магістра лицарів Сантьяго. Таким чином, лицарі Сантьяго не вважали обов'язковим для свого ордену дотримання угод, укладених світською владою з мусульманами.
У ході свого динамічного розвитку, що відбувався протягом наступних десятиліть, орден Сантьяго швидко ріс, обзаводячись новими землями і замками, причому не тільки на Іберійському півострові, але і у Франції, Італії, Святій Землі, Англії, Угорщини і навіть Польщі. Штаб-квартира ордену була розташована в Арагонському замку Монтальбан.
До середини XIII століття орден Сантьяго здобув собі широку популярність і гучну славу у всьому Середземномор'ї, від Португалії до Анатолії.

## Символізм емблеми ордену

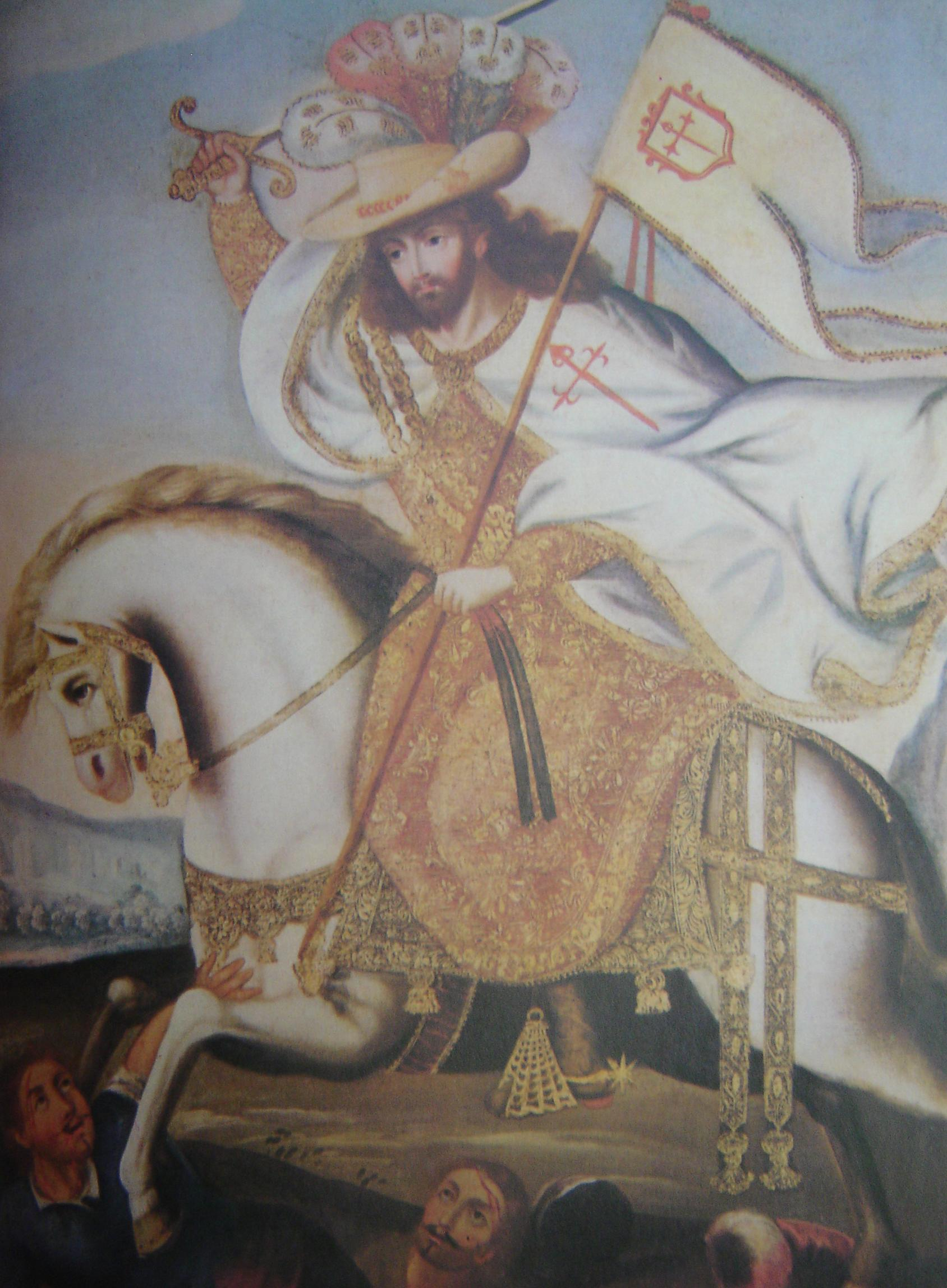
«Сантьяго Матаморос» («Сантьяго — переможець маврів»). XVII ст.

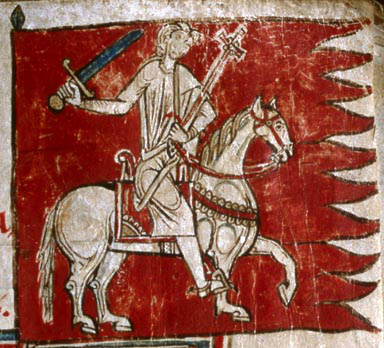
Звичайний стяг ордену (1170—1175)

Знаком приналежності до Ордену Святого Апостола Якова і Меча спочатку було червоне зображення меча (ісп.: «Еспада») з хрестоподібною рукояткою вістрям вниз, але згодом його змінив червоний лілієподібний хрест з нижнім кінцем у формі леза меча.
Меч був доданий до Орденського хреста лицарів Сантьяго в пам'ять про мучеництво Святого Апостола Якова, сина Якова, який проповідував Слово Боже в Іспанії під владою стародавніх римлян і помер від меча тамтешніх язичників (за іншою версією, Святий Апостол Яків Зеведеїв прийняв мученицьку смерть не в Іспанії, а в Палестині, звідки тіло святого було чудесним чином по морю доставлено в Іспанію).
Згодом червоний меч на орденському гербі був переосмислений зі знаряддя страти Апостола в символ збройної боротьби християн з невірними, і образ Святого Якова набув у іспанському і португальському фольклорі чимало рис, які ріднять його зі Святим Великомучеником і Змієборцем Георгієм. Звичайна іберійська іконографія Святого Якова зображує Апостола в образі «винищувача маврів» («Сантьяго Матаморос») — грізного бородатого вершника на білому коні, у плащі, з паломницькою раковиною на капелюсі, прапором з орденським хрестом у лівій руці й занесеним мечем — у правій. Під ногами Якова — тіла мусульман.

## Особливості орденського одягу
У лицарів — білі «тамплієрські» плащі та білі накидки-сюрко (довжиною трохи нижче коліна, без рукавів і зазвичай з розрізами в передній і задній частині). І на тому, і на іншому — зображення червоного хреста Сантьяго (червоного меча-«Еспада»).
У сержантів — чорні плащі та чорні накидки-сюрко (довжиною трохи нижче коліна, без рукавів і зазвичай з розрізами в передній і задній частині). І на тому, і на іншому — зображення червоного хреста Сантьяго.
У Великого Пріора обов'язковим елементом одягу є біла відлога поверх білої накидки-сюрко, а також білий плащ, обов'язковий для всіх братів. На плащі і накидці — зображення червоного хреста Сантьяго. У капеланів — аналогічний одяг, тільки чорного кольору.